# 아아카쉬 간디
아아카쉬 간디(Aakash Gandhi)는 현재 인도 뭄바이에 거주하는 인도계 미국인 작곡가, 피아노 연주자, 송라이터, 기업가이다. 그는 피아노와 세계적인 요소를 혼합하여 주로 기악 및 어쿠스틱 작품을 만드는 음악 편곡으로 널리 알려져 있다. 그의 유튜브 채널인 88KeysToEuphoria는 2020년 6월 현재 1억 2천만 회 이상의 조회수를 기록했다.

## 어린 시절과 교육
아카시는 1985년 5월 22일 올랜도에서 태어났다. 어린 시절부터 음악에 흥미를 보여 7살에 피아노로 첫 곡을 연주하는 법을 배웠다. 8살에는 개인 피아노 레슨을 시작하여 서양 고전 음악을 처음 접했고, 이후 10년 동안 계속 배웠다. 그는 볼리우드 음악을 들으며 자랐다. 십대 시절 내내 올랜도 지역의 지역 문화 및 커뮤니티 행사에서 공연을 시작했다.
아카시는 우수한 성적으로 공부했으며 고등학교 시절을 국제 바칼로레아 프로그램에서 보냈다. 18세에 그는 센트럴 플로리다 대학교에 입학하여 재무학 학사 학위를 취득했다. 곧이어 그는 같은 기관에서 재무학 MBA를 취득했다.

## 음악 경력

### 88KeysToEuphoria
아카시는 2008년 1월에 만든 유튜브 채널 88KeysToEuphoria를 통해 처음 인기를 얻었다. 그는 종종 라이브로 연주하는 감성적인 피아노와 기악 연주로 빠르게 주목받았다.
88 Keys To Euphoria는 곧 협업의 강자가 되었고, 그는 자신의 명성을 이용하여 2011년 플루트 연주자 사힐 칸과 2012년 보컬리스트 조니타 간디를 시작으로 작고 알려지지 않은 음악 창작자들을 홍보했다. 그의 많은 뮤직 비디오는 웹에서 입소문을 타 각기 수백만 건의 조회수를 기록했다. 그의 가장 인기 있는 작품으로는 "Tujhe Bhula Diya on Piano", "Pani Da Rang (어쿠스틱 커버)", "Tum Hi Ho (어쿠스틱 커버)", "Galliyan (어쿠스틱 커버)" 등이 있다.
음악의 인기가 높아지자 아카시는 2011년 가을에 음악 활동에 전념하기 위해 뭄바이로 이주하기로 결정했다.
그는 또한 구글의 초청으로 2014년 3월 1일 뭄바이에서 열린 공식 유튜브 팬페스트에서 자신의 채널 88KeysToEuphoria를 대표했다.

### 뮤직 비디오
아카시는 자신의 채널을 통해 132개 이상의 동영상을 유튜브에 공개했다. "Tum Hi Ho (어쿠스틱 커버)", "Suhani Raat |Chaudhvin Ka Chand (어쿠스틱 커버)", "Galliyan (어쿠스틱 커버)" 등의 그의 일부 동영상은 음악적, 시각적 매력으로 비평가와 상업적인 찬사를 받았다.
아카시는 2008년 1월 24일 "Kal Ho Na Ho"라는 곡의 간단한 피아노 연주로 유튜브에 데뷔했다. 이 동영상은 플로리다에 있는 그의 집에서 삼각대와 핸디캠으로 촬영되었다. 그의 동영상은 주로 키보드를 연주하는 그의 손을 한 번에 라이브로 녹화한 장면을 담고 있다. 그는 계속해서 동영상을 한 번에 녹화한다.
2012년에 그는 자신의 채널을 위한 전문적인 뮤직 비디오를 제작하기 위해 자신의 돈을 투자하기 시작했다. 그는 데비나 카나니 감독과 협력하여 음악의 분위기를 전달하려는 의도의 동영상을 제작했다.

### 협업

#### 온라인 협업
아카시는 수많은 가수 및 음악가와 협업하여 88 Keys To Euphoria의 뮤직 비디오에 그들을 출연시켰다. 그의 가장 인기 있는 협업은 보컬리스트 조니타 간디와 플루트 연주자 사힐 칸과의 협업으로, 이후 인기를 얻은 음악을 만들었다. 그는 또한 2013년 5월 자신의 "Tum Hi Ho (어쿠스틱 커버)"에 가수 사남 푸리와 기타 연주자 사마르 푸리를 조니타와 함께 출연시켰다. 이 노래의 인기는 음악 프로듀서 클린턴 세레호의 주목을 받았고, 그는 MTV의 코크 스튜디오 에피소드에서 사남과 조니타를 이중주에 초대했다.

#### 소니 뮤직 협업
2014년 5월, 아카시는 소니 뮤직과 협업하여 마이클 잭슨의 2014년 앨범 '이스케이프'의 전 세계 발매를 홍보하는 노래를 발표했다. 그는 또한 소니 뮤직 인도에서 발표한 뮤직 비디오에도 출연했다.

#### 오리지널 작곡가
아카시는 자신의 유튜브 채널을 통해 오리지널 작곡을 발표할 계획이다.

## 음악 및 영화 평론가
2003년부터 2009년까지 아카시는 볼리우드 웹 포털의 선임 작가 및 편집장을 역임했다. 그는 영화 및 사운드트랙에 대한 평론을 작성한다. 2009년과 2010년에 그는 AVS TV 네트워크의 프리랜서 작가로 일하기 시작했다. 그는 나중에 음악 평론가로 활동했던 시간을 음악 작곡에 대한 관심과 감상에 큰 영향을 미쳤다고 평가했다.